# Metalimnobia solitaria
Metalimnobia solitaria är en tvåvingeart som först beskrevs av Osten Sacken 1860.  Metalimnobia solitaria ingår i släktet Metalimnobia och familjen småharkrankar. Inga underarter finns listade i Catalogue of Life.